# GE Aviation
GE Aviation – dział koncernu General Electric, z siedzibą w Evendale, w stanie Ohio (przedmieścia Cincinnati). GE Aviation jest światowym liderem w produkcji silników lotniczych o zastosowaniu cywilnym i wojskowym.

## Struktura firmy
GE Aviation jest częścią większej struktury przedsiębiorstwa, GE Infrastructure, która stanowi znaczącą część koncernu General Electric. Do września 2005 roku dział funkcjonował pod nazwą General Electric Aircraft Engines lub GEAE.
W roku 1942 General Electric zbudowało w Lynn, w stanie Massachusetts, pierwszy amerykański silnik odrzutowy. Od tego czasu oddział dostarcza silniki Departamentowi Obrony Stanów Zjednoczonych i jego jednostkom podrzędnym. W Lynn produkuje się takie silniki wojskowe jak F404, F414, czy T700, a także maszyny cywilne CF34, CFE738 i CT7.
Fabryka w Evendale montuje turbiny gazowe LM2500 i LM6000 oraz silnik CFM56, cieszący się ogromnym powodzeniem wśród przewoźników lotniczych.
Produkcja głównych podzespołów oraz montaż silników przeprowadza się w wielu fabrykach GE Aviation, takich jak:
- Albuquerque, w stanie Nowy Meksyk - CF34, CF6, F404, F414, GE90, LM2500, LM2500+, LM6000
- Baltimore, w stanie Maryland - odwracacze ciągu dla różnych linii silnikowych
- Bromont, w prowincji Quebec, w Kanadzie - CF34, CFM56, F110, GE90
- Durham, w stanie Karolina Północna - CF34, CF6, GE90
- Evendale, w stanie Ohio - CF6, CFM56, F110, GE90, LM2500, LM2500+, LM6000
- Hooksett, w stanie New Hampshire - CF34, CFE738, F414, T700/CT7
- Lynn, w stanie Massachusetts - CF34, CFE738, CFM56, F110, F404, F414, LM2500, LM2500+, LM6000, T700/CT7
- Madisonville, w stanie Kentucky - wszystkie linie silnikowe
- Rutland, w stanie Vermont - CF6, F101, J85, T58, T64, TF39
- Wilmington, w stanie Karolina Północna - CF34, CF6, CFM56, F110, GE90, LM6000

## Udział w rynku lotniczym
Na rynku silników lotniczych GE Aviation ma dwóch głównych konkurentów: brytyjski Rolls-Royce oraz amerykański Pratt & Whitney. Mocną pozycję na rynku uzyskała też francuska Snecma, mająca udziały w produkcji kilku udanych konstrukcji. W roku 1974 Snecma wraz z GE Aviation utworzyły firmę typu joint venture, CFM International, producenta silnika CFM56. Snecma uczestniczy ponadto przy produkcji silników GE90, CF6 i GP7200. GE Aviation zawiązało także współpracę z Hondą, w wyniku której zbudowano joint venture GE Honda Aero Engines. Inne udane konstrukcje powstające ze współpracy GE Aviation ze swoimi nominalnymi konkurentami to m.in.: GP7200 (z Pratt & Whitney jako Engine Alliance), F136 (z Rolls-Royce), czy CFE738 i LV100 (z Honeywell).
Nowoczesna konstrukcja, oparta na GE90 – silnik GEnx ma napędzać nowe samoloty Boeing 787 i 747-8 oraz Airbus A350.

## Silniki i ich zastosowanie

### Silniki lotnicze cywilne
- CF34-3/8/10
  - ACAC ARJ21 Advanced Regional Jet
  - Bombardier Canadair Regional Jet CRJ-100, CRJ-200, CRJ-700 i CRJ-900
  - Bombardier Challenger CL601/604/605
  - Embraer E170/175/190/195
- CF6-6/50/80
  - Airbus A300B, A300-600
  - Airbus A310-200
  - Airbus A330, A330-200
  - Boeing 747-200
  - Boeing 767-200/200ER/300/300ER/400ER
  - McDonnell Douglas DC-10-10, DC-10-15, DC-10-30
  - McDonnell Douglas MD-11
- CF700
  - Dassault Falcon 20
  - Sabreliner 75A/80A
- CFE738[1]
  - Dassault Falcon 2000
- CFM56-2/3/5/7[2]
  - Airbus A318
  - Airbus A319, A319CJ
  - Airbus A320
  - Airbus A321, A321-200
  - Airbus A340-200/300
  - Boeing 737-300/400/500/600/700/800/900
- CFM International LEAP
  - Airbus A319neo, A320neo, A321neo
  - Boeing 737 MAX 7, MAX 8, MAX 9, MAX 10
  - Comac C919
  - Douglas DC-8 Super 71/72/73
- CJ610
  - Gates Learjet
  - HFB 320 Hansa
  - Rockwell Aero Commander
  - IAI Westwind
- CT7-2/5/6/7/8/9
  - Bell 214ST
  - CASA/IPTN CN-235-100/200/300/330eh
  - Saab 340A, 340B
  - Sikorsky S-70C
  - Sikorsky S-92
  - Su-80(inne języki)
  - EHIndustries EH101
  - Let 610G
- GE-36
  - Boeing 7J7 (wycofany)
- GE90-77/85/90/94/110/115
  - Boeing 777-200/200ER/200LR/300/300ER
- General Electric GE9X
  - Boeing 777-8/9
- GEnx
  - Boeing 747-8
  - Boeing 787
- GP7200[3]
  - Airbus A380-800/800F
- HF120[4]
  - Honda HA-420 HondaJet
  - Spectrum Freedom

### Silniki lotnicze wojskowe
- F101-GE-102
  - Rockwell B-1B Lancer
- F103-GE-100/101/102[5]
  - Boeing E-4B Nightwatch
  - Boeing VC-25A (Air Force One)
  - Boeing YAL-1A
  - Boeing 767 Global Tanker/Transporter
  - Boeing 767 AWACS
  - Lockheed C-5M Galaxy
  - Northrop Grumman E-10 MC2A
  - McDonnell Douglas KC-10 Extender
- F108[6]
  - Boeing C-135FR Stratolifter
  - Boeing C-40 Clipper(inne języki)
  - Boeing E-3 Sentry[7]
  - Boeing E-6 Mercury
  - Boeing KC-135R Stratotanker
  - Boeing P-8 Poseidon
- F110-GE-100/129/132/400
  - General Dynamics F-16C/D/Block60 Fighting Falcon
  - Grumman F-14B/D Tomcat
  - McDonnell Douglas F-15E/K Eagle
- F118-GE-100/101
  - Lockheed U-2 Dragon Lady
  - Northrop Grumman B-2 Spirit
- YF120 (wycofany; konstrukcja bazowa dla F136)
  - Lockheed Martin F-22 Raptor
  - Northrop/McDonnell Douglas YF-23 Black Widow II
- F136[8]
  - Lockheed Martin F-35A/B/C Lightning II
- F404-GE-100/102/400/402:
  - Boeing X-45C
  - Dassault Rafale
  - Grumman X-29
  - HAL Tejas
  - IAI Kfir-C2 Nammer
  - KAI/Lockheed Martin T-50 Golden Eagle
  - Lockheed F-117A Nighthawk
  - McDonnell Douglas F/A-18A/B/C/D Hornet
  - McDonnell Douglas TA-4SU Skyhawk[9]
  - Northrop F-20 Tigershark
  - Rockwell/Messerschmitt-Bölkow-Blohm X-31
  - Saab JAS 39 Gripen
- F412 (wycofany)
  - McDonnell Douglas/General Dynamics A-12 Avenger II
- F414-GE-400:
  - EADS Mako/HEAT
  - McDonnell Douglas F/A-18E/F Super Hornet
- J35[10]
  - Northrop F-89 Scorpion
  - Republic F-84B/C/D/E/G Thunderjet
- J47[11]
  - Boeing B-47 Stratojet
  - Boeing KC-97 Stratotanker(inne języki)
  - Convair B-36 Peacemaker
  - North American B-45 Tornado
  - North American F-86 Sabre
- J79-GE-8/10/15/17
  - Convair B-58 Hustler
  - IAI F-21 Kfir
  - Lockheed F-104 Starfighter
  - McDonnell Douglas F-4B/C/D/E/G/JN/S Phantom II
  - North American A-5 Vigilante
- J85-GE-4/5/13/17/21
  - Cessna A-37A/B
  - Canadair CL-41G(inne języki)
  - Northrop F-5A/B/E Freedom Fighter
  - Northrop T-38A Talon
  - Rockwell T-2C
  - Saab 105XT
  - Scaled Composites Model 318 White Knight
- T58-GE-8/16/100/400/402
  - Boeing CH-46A/D/E Sea Knight
  - Sikorsky SH-2/3 Sea King
  - Sikorsky S-72
- T64-GE-7/100/413/415/416/419
  - C-27 Spartan/Alenia G.222
  - Sikorsky CH-53C/D/E Sea Stallion
  - Sikorsky MH-53E/J Pave Low
- T700-GE-401/700/701/T6
  - AgustaWestland AW101 (także US101)
  - Bell AH-1W/Y Supercobra
  - Bell UH-1 Iroquois
  - Boeing AH-64 Apache
  - NHI NH90
  - Kaman SH-2G Super Seasprite
  - Sikorsky SH-60B/F/MH-60G/K/R Seahawk
  - Sikorsky S-70C
  - Sikorsky UH-60A/L/M Black Hawk
- TF34-GE-100/400A
  - Fairchild-Republic A-10 Thunderbolt II
  - Lockheed S-3 Viking
- TF39-GE-1
  - Lockheed C-5A Galaxy

### Turbiny gazowe do pojazdów naziemnych
- LV100-5[12]
  - czołg M1 Abrams

### Turbiny gazowe przemysłowe i okrętowe
- LM500 - pochodna TF34
  - łodzie patrolowe
  - hydropłaty
  - promy szybkobieżne (jednokadłubowe, katamarany i wodoloty)
  - statki towarowe i pomocnicze
- LM1600 - pochodna F404 
  - promy szybkobieżne
  - jachty motorowe
- LM2500 - pochodna TF39 i CF6-50
  - Niszczyciele typu Arleigh Burke
  - Niszczyciele typu Spruance
  - Niszczyciele obrony przeciwlotniczej typu Kidd
  - Krążowniki typuTiconderoga
  - Fregaty rakietowe typu Oliver Hazard Perry
- LM2500+ - udoskonalona wersja turbiny LM2500
  - krążowniki
  - promy jednokadłubowe
- LM6000 - pochodna CF6-80
- LMS100 - pochodna LM600 i Frame Engine

## GE Aviation w Polsce
W roku 2000 GE Aviation (wtedy GEAE) i GE Company Polska zawarły umowę o współpracy z Instytutem Lotnictwa w Warszawie. W wyniku tej umowy powstał na terenie Instytutu oddział Engineering Design Center, w ramach którego inżynierowie pracują nad zagadnieniami projektowania, analizy, obsługi produkcji oraz serwisu silników lotniczych i turbin gazowych.
W roku 2014 GE Aviation przejął część lotniczą włoskiej firmy Avio Spa. wraz ze spółką Avio Polska w Bielsku-Białej produkującym statory oraz rotory turbin niskiego ciśnienia do silników GEnx-1B, GEnx-2B, GE90-115B, CFM-56, LEAP-1A/1C, LEAP-1B, T700 oraz PW-308. Firma posiada własne centrum projektowe oraz jest głównym udziałowcem powstającego w Zielonce pod Warszawą nowoczesnego laboratorium aerodynamiki przepływów turbinowych PoloniAero.